# 長船克巳

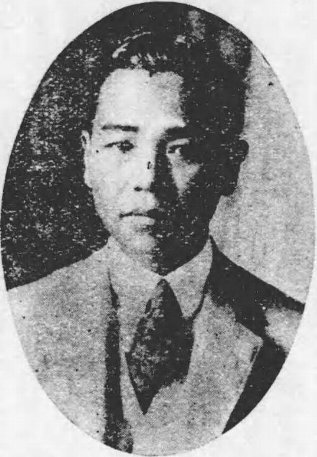
長船克巳

長船 克巳（おさふね かつみ、1897年（明治30年）6月 - 1974年（昭和49年））は、日本の内務・警察官僚。官選県知事。「克己」と表記される場合がある。

## 経歴
岡山県邑久郡行幸村長船（現在の瀬戸内市）出身。長船春太郎の長男として生まれる。第六高等学校（現・岡山大学）を卒業。1921年11月、高等試験行政科試験に合格。1922年、東京帝国大学法学部（現・東京大学）政治学科を卒業。内務省に入省し北海道庁属となる。
以後、北海道庁理事官（商工課長兼工場課長）、石川県庶務課長、兵庫県農務課長、鹿児島県学務部長、長野県学務部長、和歌山県書記官・警察部長、熊本県書記官・警察部長、愛媛県総務部長、静岡県書記官・総務部長などを歴任。
1941年1月7日、宮崎県知事に就任。戦時体制の整備に尽力。1943年7月8日、秋田県知事へ転任。戦争遂行の体制整備に尽力。東條内閣の退陣により、1944年8月1日、依願免本官となり退官した。
第二次世界大戦終了後、公職追放となる。